# Baptria reducta
Baptria reducta là một loài bướm đêm trong họ Geometridae.